# Stade du 26 mars
Stade du 26 mars ist das größte Stadion in der Republik Mali und eine der bedeutenden Sportstätten in Westafrika. Das Stadion befindet sich rund 10 Kilometer südöstlich vom Stadtzentrum der Hauptstadt Bamako entfernt, am rechten Ufer des Niger.

## Geschichte
Der Name des Stadions ist eine Anspielung auf den Militärputsch gegen den diktatorischen Staatspräsidenten Moussa Traoré, der am 26. März 1991 stattfand.
Gebaut wurde das Stadion von einem chinesischen Unternehmen in Partnerschaft mit malischen Unternehmen. Die Kosten betrugen rund 25 Millionen Euro und wurden zu zwei Drittel aus dem Staatshaushalt der malischen Regierung und einem Darlehen der chinesischen Regierung finanziert.
Das Stadion mit einer überbauten Gesamtfläche von 7 Hektar verfügt über ein zentrales Hauptspielfeld, ein angrenzendes Trainingspielfeld, einer achtspurige Leichtathletik Tartanbahn und einer Flutlichtanlage. Die maximal 60.000 Zuschauer fassende Arena wird überwiegend für Fußballspiele genutzt. Das Stadion ist die Heimspielstätte der Nationalmannschaft Malis und war auch Austragungsort des Eröffnung- und Endspiels der Fußball-Afrikameisterschaft 2002.